# Illa d'Awaji
|  | Aquest article tracta sobre l'illa. Vegeu-ne altres significats a «Awaji (desambiguació)». |

L'illa d'Awaji (淡路島 Awaji-shima) és una illa de la prefectura de Hyōgo al Japó, a la part oriental del mar interior de Seto, entre les illes d'Honshū i Shikoku. L'illa té una àrea de 592,17 quilòmetres quadrats, i és la més gran de les illes del mar interior de Seto.
El seu nom ve de la seva situació entre aquestes dues illes: Awaji significa originalment "el camí cap a Awa", la província històrica que limita amb el costat Shikoku de l'estret de Naruto, ara part de la prefectura de Tokushima.

## Geografia
L'illa d'Awaji es troba separada de l'illa de Honshū per l'estret d'Akashi i de l'illa de Shikoku per l'estret de Naruto. Des del 5 d'abril de 1998, l'illa està connectada amb la ciutat de Kobe, a l'illa de Honshu, mitjançant el gran pont de l'estret d'Akashi, el pont en suspensió més llarg del món. Des del completament de l'obra, l'autopista de Kobe-Awaji-Naruto, que travessa l'illa de nord a sud s'ha convertit en un dels principals enllaços comercials entre Honshu i Shikoku. Els remolins de Naruto es formen a l'estret homònim entre la ciutat de Naruto, a la prefectura de Tokushima i Awaji.
La falla Nojima, responsable del terratrèmol de Kobe de l'any 1995, travessa l'illa de nort a sud. Una secció del tall de la falla es troba a la vista del públic en un museu creat a la zona.

### Municipis
| |          |          |          |
| \| Municipi \| Població \| Extensió \| Densitat \| \| ------------ \| -------- \| -------- \| -------- \| \| Awaji \| 41.185 \| 184,32 \| 223 \| \| Minami-Awaji \| 44.007 \| 229,01 \| 192 \| \| Sumoto \| 41.091 \| 182,38 \| 225 \| \| Total \| 129.000 \| 592,17 \| 256 \| |          |          |          |
| Municipi | Població | Extensió | Densitat |
| Awaji | 41.185   | 184,32   | 223      |
| Minami-Awaji | 44.007   | 229,01   | 192      |
| Sumoto | 41.091   | 182,38   | 225      |
| Total | 129.000  | 592,17   | 256      |

## Història
D'acord amb el mite de la creació del xintoisme, Awaji fou la primera de les ōyashima, illes nascudes dels kami Izanagi i Izanami. Entre els segles VII i XIX, l'illa va ser una província, la província d'Awaji, sent alhora part del Nankaidō. Actualment, l'illa està formada per tres municipis: Awaji, Minami-Awaji i Sumoto.
L'Awaji Ningyō-Jōruri, una forma de teatre de titelles o bunraku amb més de 500 anys d'història, es representa diàriament a un teatre especialitzat a la ciutat de Minami-Awaji, sent declarat Patrimoni Cultural Immaterial de la Humanitat del Japó. Les titelles representen obres populars tradicionals, tot i que tenen el seu origen en els riutuals religiosos xintoistes. Des de la dècada de 1830, la ceràmica d'Awaji s'ha vingut produint, gaudint d'una relativa fama.
L'arquitecte Tadao Ando ha dissenyat diferents estructures a l'illa, com ara el "temple de l'aigua" del temple Honpuku (本福寺) i l'Awaji Yumebutai, ambdues a la ciutat d'Awaji. L'any 1995, l'illa fou l'epicentre del terratrèmol de Kobe, el qual provocà vore les 5.502 victimes mortals.